# Leptusa cribratula
Leptusa cribratula är en skalbaggsart som först beskrevs av Thomas Casey 1906.  Leptusa cribratula ingår i släktet Leptusa och familjen kortvingar. Inga underarter finns listade i Catalogue of Life.